# Otus ireneae
Mocho-d'orelhas-de-sokoke ou mocho-de-orelhas-de-sokoke (Otus ireneae) é uma espécie de ave estrigiforme pertencente à família Strigidae.